# Krishnarajasagara
Krishnarajasagara é um cidade no distrito de Mandya, no estado indiano de Karnataka.

## Geografia
Krishnarajasagara está localizada a 12° 26′ N, 76° 23′ L. Tem uma altitude média de 791 metros (2595 pés).

## Demografia
Segundo o censo de 2001, Krishnarajasagara tinha uma população de 8510 habitantes. Os indivíduos do sexo masculino constituem 51% da população e os do sexo feminino 49%. Krishnarajasagara tem uma taxa de literacia de 67%, superior à média nacional de 59,5%: a literacia no sexo masculino é de 73% e no sexo feminino é de 60%. Em Krishnarajasagara, 11% da população está abaixo dos 6 anos de idade.